# NGC 5356
NGC 5356 est une galaxie spirale barrée vue par la tranche et située dans la constellation de la Vierge. Sa vitesse par rapport au fond diffus cosmologique est de 1 644 ± 19 km/s, ce qui correspond à une distance de Hubble de 24,3 ± 1,7 Mpc (∼79,3 millions d'al). NGC 5356 a été découverte par l'astronome germano-britannique William Herschel en 1786.
La classe de luminosité de NGC 5356 est II-III et elle présente une large raie HI. Elle renferme également des régions d'hydrogène ionisé.
À ce jour, une douzaine de mesures non basées sur le décalage vers le rouge (redshift) donnent une distance de 23,333 ± 4,997 Mpc (∼76,1 millions d'al), ce qui est à l'intérieur des valeurs de la distance de Hubble.

## Groupe de NGC 5364
Selon A.M. Garcia, la galaxie NGC 5356 fait partie du groupe de NGC 5364. Ce groupe de galaxies compte au moins sept membres. Les autres galaxies du groupe sont NGC 5300, NGC 5338, NGC 5348, NGC 5360, NGC 5363 et NGC 5364.
Sur le site « Un Atlas de l'Univers », Richard Powell mentionne aussi le groupe de NGC 5364, mais la galaxie NGC 5338 n'y figure pas.
Abraham Mahtessian mentionne aussi ce groupe, mais les galaxies NGC 5300 et NGC 5360 n'y figurent pas.
Le groupe de NGC 5364 fait partie de l'amas de la Vierge III, un des amas du superamas de la Vierge